# Schiller AG
Die Schiller AG ist ein weltweit agierender Medizintechnikkonzern mit Hauptsitz in Baar in der Schweiz. Schiller (Eigenschreibweise SCHILLER) entwickelt, produziert und vertreibt hauptsächlich Produkte aus dem Bereich der Elektrokardiographie, Spirometrie und der Ergospirometrie, Ergometrie, Defibrillatoren, Rettungsgeräte für den Notfalleinsatz von Rettungsdiensten am Boden, in der Luft und auf See sowie für Feuerwehren, als auch Blutdruckmessgeräte.

## Geschichte
Das Unternehmen wurde im Jahr 1974 von Alfred E. Schiller gegründet. Zunächst produzierte das Unternehmen Taschen-Elektrokardiographen für den Notfalleinsatz. Später kamen vollwertige Mehrkanal-EKGs, Spirometer und Patientenmonitore hinzu. Im Jahr 2000 übernahm SCHILLER die französische Firma Bruker Médical und erweiterte somit das Produktspektrum um Defibrillatoren. Im Jahr 2001 wurde mit der ergosana GmbH in Bitz eine weitere Tochterfirma gegründet, welche Ergometer für verschiedene medizinische Anwendungen produziert. Im Jahr 2014 erwarb das Unternehmen die Mehrheit am deutschen Medizintechnikunternehmen GANSHORN Medizin Electronic, um den Einfluss im kardio-respiratorischen Bereich zu stärken.

## Standorte
Hauptproduktionsstandorte der Schiller AG sind der Hauptsitz in Baar, sowie Wissembourg im Elsass, Niederlauer, Bitz, Puducherry und Tianjin. Weiterhin besitzt Schiller weltweit über 31 Tochtergesellschaften sowie über 100 unabhängige Vertriebs- und Servicepartner. In Deutschland ist Schiller über die SCHILLER Medizintechnik GmbH mit Sitz in Feldkirchen vertreten. Die SCHILLER-Schweiz AG in Obfelden ist in der Schweiz zuständig für Beratung, Verkauf, Schulung und Service. Sowohl SCHILLER Medizintechnik als auch SCHILLER-Schweiz sind 100%ige Töchter der SCHILLER Holding AG.
Am Hauptsitz in Baar arbeiten etwa 170 Mitarbeiter. Weltweit sind für SCHILLER rund 1400 Mitarbeiter tätig.